# Лазізбек Муллажонов
Лазізбек Хасанжон-огли Муллажонов (узб. Lazizbek Hasanjon o‘g‘li Mullajonov; 13 травня 1999) — узбецький боксер, олімпійський чемпіон, призер чемпіонату світу серед аматорів, чемпіон Азії.

## Аматорська кар'єра
2021 року став чемпіоном світу серед військовослужбовців у надважкій вазі.
На чемпіонаті світу 2021 переміг двох суперників, а у чвертьфіналі програв Давиду Чалояну (Вірменія).
2022 року став чемпіоном Азії, здобувши три перемоги, у тому числі над Камшибеком Кункабаєвим (Казахстан) у фіналі.
На чемпіонаті світу 2023 завоював бронзову медаль у важкій вазі.
- В 1/16 фіналу переміг Марлона Уртадо (Колумбія) — 5-0
- В 1/8 фіналу переміг Георгія Чихладзе (Грузія) — 5-0
- У чвертьфіналі переміг Хуліо Сезар Ла Круза (Куба) — 4-1
- У півфіналі програв Мусліму Гаджімагомедову (Росія) — 1-4

На Азійських іграх 2022, що через пандемію коронавірусної хвороби пройшли 2023 року, програв у другому бою Хан Сюжен (Китай).
На Олімпійських іграх 2024 завоював срібну медаль.
- В 1/8 фіналу переміг Азіз Аббес Мухідіна (Італія) — 4-1
- У чвертьфіналі переміг Кено Мачадо (Бразилія) — 5-0
- У півфіналі переміг Давлата Болтаєва (Таджикистан) — 4-1
- У фіналі переміг Лорена Альфонсо (Азербайджан) — 5-0

## Професіональна кар'єра
Впродовж 2021—2023 років провів чотири переможних боя.